# Warner Bros. Television Studios
Warner Bros. Television Studios (Ранее — Warner Bros. Television) — подразделение компании WarnerMedia’s Warner Bros. Entertainment, занимающееся производством и распространением телевизионной продукции (в основном — шоу и сериалов).
Телевизионное подразделение начало свою деятельность в 1955 году, выпустив серию телевизионных программ. В 1988 году оно было приобретено компанией Lorimar, получив название «Telepictures». Позже Telepictures были поглощены WBTV и в 1990 году превратились в телевизионное производственное объединение. В 1993 году Lorimar Television стало частью WBTV.
В 2006 году WBTV открыла электронную библиотеку телевизионных программ, доступных для бесплатного просмотра через Интернет.

## Warner Bros. Domestic Television Distribution
Warner Bros. Domestic Television Distribution (ранее Warner Bros. Television Distribution) — подразделение по распространению и синдикации телевидения Warner Bros. Television Studios, само по себе подразделение по производству и распространению телевизионных программ Warner Bros. Entertainment, подразделение Warner Bros. Discovery, управляемое отделом продаж и дистрибуции.
Компания основана 10 января 1972 года. Она первоначально была известна как Warner Bros. Television Distribution, но потом была переименована в 1989 году после приобретения Lorimar-Telepictures. В 1991 году Кит Сэмплс, который был сотрудником студии, покинул Warner Bros., которую сотрудники по трудоустройству унаследовали от Лоримара, который присоединился к ней в 1986 году, чтобы основать телевизионную синдикацию Rysher Entertainment.
В 1999 году он заключил сделку с NBC Enterprises, чтобы получить права на синдицирование вне сети для ситкома «Уилл и Грейс».